# Hymn Bonaire
Tera di Solo y suave biento (papiamento: Kraj słońca i łagodnej bryzy) – hymn Bonaire. Jego słowa napisano w języku papiamento. W latach 1964–2000 był to także hymn Antyli Holenderskich.